# Masters Doubles WCT 1975 - Doppio
Il doppio del torneo di tennis Masters Doubles WCT 1975, facente parte della categoria World Championship Tennis, ha avuto come vincitori Brian Gottfried e Raúl Ramírez che hanno battuto in finale Mark Cox e Cliff Drysdale con il punteggio di 7–6(6), 6(5)–7, 6–2, 7–6(6).

## Teste di serie
1. Brian Gottfried /  Raúl Ramírez (Campioni)

1. Bob Lutz /  Stan Smith (primo turno)

## Tabellone

### Legenda
| - Q = Qualificato - WC = Wild card - LL = Lucky loser | - ALT = Alternate - SE = Special Exempt - PR = Protected Ranking | - w/o = Walkover - r = Ritirato - d = Squalificato |

|  | Quarti di finale | Quarti di finale              | Quarti di finale              | Quarti di finale              | Quarti di finale | Quarti di finale | Quarti di finale |  |  | Semifinali                   | Semifinali                   | Semifinali                   | Semifinali                   | Semifinali              | Semifinali | Semifinali |   |   | Finale                       | Finale                       | Finale                       | Finale | Finale | Finale | Finale |  |
|  |                  |                               |                               |                               |                  |                  |                  |  |  |                              |                              |                              |                              |                         |            |            |   |   |                              |                              |                              |        |        |        |        |  |
|  | 1                | Brian Gottfried Raúl Ramírez  | Brian Gottfried Raúl Ramírez  | Brian Gottfried Raúl Ramírez  | 6                | 6                | 7                |  |  |                              |                              |                              |                              |                         |            |            |   |   |                              |                              |                              |        |        |        |        |  |
|  | 8                | Anand Amritraj Vijay Amritraj | Anand Amritraj Vijay Amritraj | Anand Amritraj Vijay Amritraj | 3                | 2                | 6                |  |  | Brian Gottfried Raúl Ramírez | Brian Gottfried Raúl Ramírez | Brian Gottfried Raúl Ramírez | Brian Gottfried Raúl Ramírez | 7                       | 7          | 7          |   |   |                              |                              |                              |        |        |        |        |  |
|  | 4                | Arthur Ashe Tom Okker         | Arthur Ashe Tom Okker         | 4                             | 6                | 7                | 6                |  |  | Arthur Ashe Tom Okker        | Arthur Ashe Tom Okker        | Arthur Ashe Tom Okker        | Arthur Ashe Tom Okker        | 6                       | 6          | 6          |   |   |                              |                              |                              |        |        |        |        |  |
|  | 5                | John Alexander Phil Dent      | John Alexander Phil Dent      | 6                             | 3                | 6                | 3                |  |  |                              |                              |                              |                              |                         |            |            |   |   | Brian Gottfried Raúl Ramírez | Brian Gottfried Raúl Ramírez | Brian Gottfried Raúl Ramírez | 7      | 6      | 6      | 7      |  |
|  | 6                | Ross Case Geoff Masters       | Ross Case Geoff Masters       | 2                             | 6                | 6                | 6                |  |  |                              |                              | Mark Cox Cliff Drysdale      | Mark Cox Cliff Drysdale      | Mark Cox Cliff Drysdale | 6          | 7          | 2 | 6 |                              |                              |                              |        |        |        |        |  |
|  | 3                | Dick Stockton Erik Van Dillen | Dick Stockton Erik Van Dillen | 6                             | 4                | 2                | 4                |  |  | Ross Case Geoff Masters      | Ross Case Geoff Masters      | 4                            | 7                            | 1                       | 6          | 6          |   |   |                              |                              |                              |        |        |        |        |  |
|  | 7                | Mark Cox Cliff Drysdale       | Mark Cox Cliff Drysdale       | 7                             | 6                | 7                | 7                |  |  | Mark Cox Cliff Drysdale      | Mark Cox Cliff Drysdale      | 6                            | 6                            | 6                       | 3          | 7          |   |   |                              |                              |                              |        |        |        |        |  |
|  | 2                | Bob Lutz Stan Smith           | Bob Lutz Stan Smith           | 6                             | 7                | 6                | 6                |  |  |                              |                              |                              |                              |                         |            |            |   |   |                              |                              |                              |        |        |        |        |  |